# Jaroslav Štadtherr
Jaroslav Štadherr (8. července 1896 – ?) byl zakladatelem odbojové (v dobové terminologii „protistátní teroristické“) skupiny Jan Roháč z Dubé a v 50. letech 20. století byl souzen v politickém monstrprocesu Kolín, Weiland a spol. 

## Život a činnost
Narodil se 8. července 1896 do rodiny s dalšími čtyřmi dětmi.
V první světové válce bojoval jako legionář na italské frontě a od roku 1919 byl příslušníkem četnictva. V roce 1939 sbor ale na vlastní žádost opustil, jelikož prý nechtěl sloužit Hitlerovi. Po válce se stal vrchním velitelem stanice Národní bezpečnosti v Rychnově u Jablonce nad Nisou, po únoru 1948 byl z tohoto zaměstnání však propuštěn.  V době zatčení byl zaměstnán jako úředník taktéž v Rychnově u Jablonce nad Nisou. 

### Zatčení, obžaloba a rozsudek
Zatčen byl 17. prosince 1949 v brzkých ranních hodinách, následně byl převezen do liberecké vazební věznice. Byly u něj nalezeny dvě vojenské pušky, tři pistole, pět bodáků, pásový zásobník do kulometu a dvě desítky nábojů. 
Byl obviněn z trestného činu velezrady a vyzvědačství, konkrétně byl obviněn z toho, že založil teroristickou skupinu Jan Roháč z Dubé. Údajně se měl stát jejím velitelem a vypracovat celý její program, který spočíval ve sbírání informací o situaci v SNB. Pro skupinu také vypracoval stanovy sboru odbojové skupiny Jan Roháč z Dubé, které rozeslal všem jejím členům. Pomocí Václava Kutka měl údajně navázat spojení s Emilem Weilandem, spojit se s organizací Bedřicha Judytky a domlouvat s ním společné akce, k výročí vzniku samostatného Československa připravit štvavý leták a opatřovat zbraně a připravovat zvrat lidově demokratického zřízení.
Odsouzen byl k trestu odnětí svobody na doživotí, ve vazbě byl od doby svého zatčení. Nebyl mu uložen peněžní trest, což bylo v takové situaci velmi neobvyklé, ale došlo ke konfiskaci celého jeho majetku. Také ztratil čestná občanská práva na dobu 10 let. 

### Vězení
Ve výkonu trestu byl ve věznici v Leopoldově.
V roce 1956 podal spolu s dalšími členy procesu Weiland a spol. (konkrétně Jaroslavem Kolínem, Antonínem Beršíkem a Janem Přibylem) žádost o revizi trestního řízení. Odvolával se na fyzický a psychický nátlak v době vyšetřování a existenci agenta StB Václava Veselého, který v organizaci Jan Roháč z Dubé působil. Krajská prokuratura shledala nové skutečnosti jako velmi závažné a případ byl znovu prošetřen, odsouzeni opět vyslechnuti. Štadherr byl vyslýchán ve věznici, kde přiznal, že skupinu vytvořil, ale organizace neměla konkrétní cíle ani program, jejím základem bylo místopřísežné prohlášení, které koncipoval se souhlasem Václava Veselého, který byl nejspíše agentem StB, jelikož i přes veškerou spolupráci se skupinou nebyl vyšetřován ani nebyl předvolán jako svědek, což potvrzovalo poměrně běžnou taktiku StB, jejíž agenti se často do ilegálních činností zapojovali nebo ji dokonce vyvolávali, stejně jako u tragického případu Babice.
I přes veškeré nové skutečnosti, které vyšly v případu najevo, prokuratura propuštění skupiny nedoporučila a naděje, kterou přinesla revize trestního řízení, se rozplynula. Kdy a kde zemřel se nepodařilo dohledat. 